# Ariadne specularia
Ariadne specularia es una especie de lepidóptero de la familia Nymphalidae, del género Ariadne.

## Subespecies
- Ariadne specularia specularia
- Ariadne specularia arca (Fruhstorfer, 1906)
- Ariadne specularia intermedia (Fruhstorfer, 1899)

## Localización
Esta especie y subespecies se localizan en Java, Sumatra, Tailandia, Birmania, Borneo y Sumbawa.